# World Economic Forum

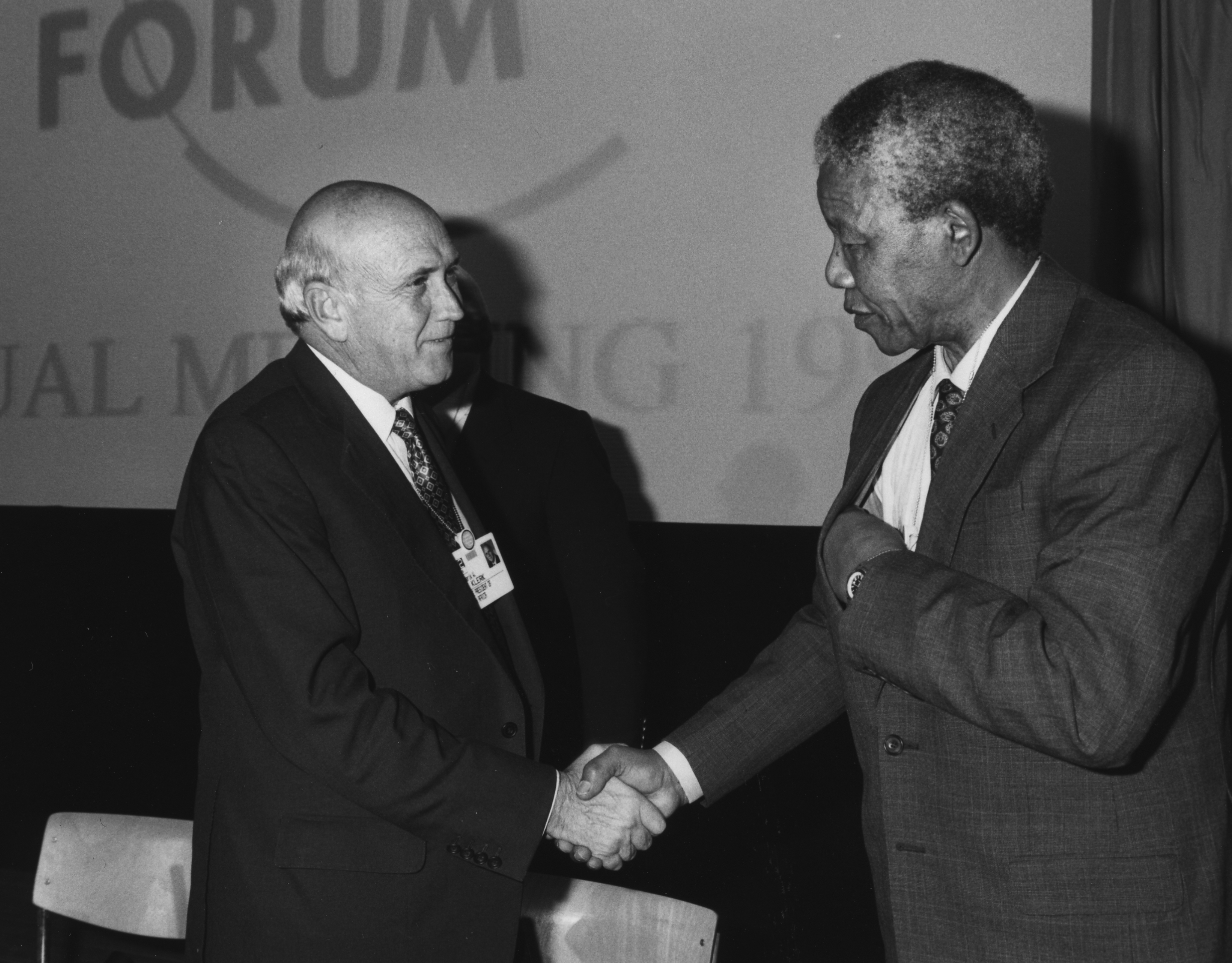
F.W. de Klerk och Nelson Mandela vid World Economic Forum i januari 1992.

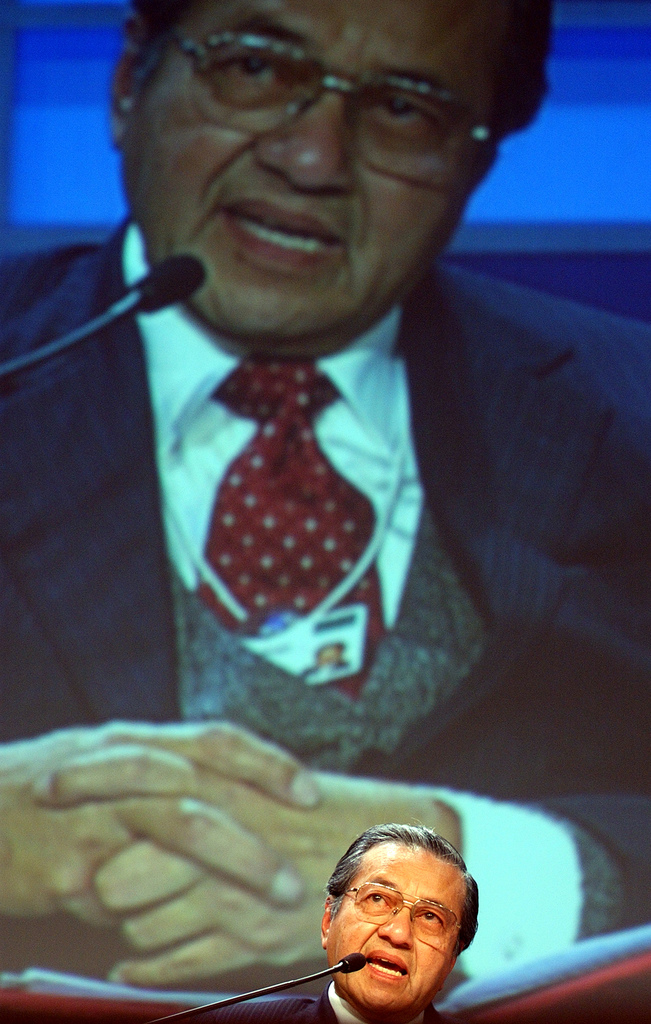
Den 23 januari 2003 höll premiärminister Mahathir bin Mohamad från Malaysia ett tal vid det årliga mötet i World Economic Forum

World Economic Forum (WEF) är mest känd för den årliga konferens i Davos i Schweiz som samlar några av världens mäktigaste beslutsfattare inom politik och näringsliv. Arrangören för World Economic Forum är en schweizisk ideell stiftelse, med säte i Cologny, Genève. Mötet samlar inflytelserika företagsledare, internationella politiska ledare, utvalda intellektuella och journalister för att diskutera de mest angelägna frågorna för världen inklusive hälsa och miljö.
Förutom möten utger stiftelsen en rad forskningsrapporter och engagerar sina medlemmar i branschspecifika initiativ.

## Bakgrund
Stiftelsen grundades 1971 av Klaus Schwab, en tyskfödd professor i företagsekonomi vid universitetet i Genève.  Ursprungligen kallades stiftelsen European Management Forum, den ändrade sitt namn till World Economic Forum 1987 och syftade till att försöka bredda sin uppgift ytterligare genom att försöka tillhandahålla en plattform för att lösa internationella konflikter. Sommaren 1971 inbjöd Schwab 444 chefer från västeuropeiska företag till den första European Management Symposium som hölls i Davos kongresscenter under beskydd av Europeiska kommissionen och europeiska branschorganisationer, där Schwab försökte att introducera amerikanska idéer om företagsledning för europeiska företag. 
Han grundade WEF som en icke-vinstinriktad organisation med säte i Genève och inbjöd europeiska företagsledare till Davos för årliga möten varje januari. Schwab har bland annat utvecklat den så kallade intressentmodellen inom företagsledning. Den bygger på tanken att framgångsrika företagsledare måste ta hänsyn till alla företagets intressenter, inte bara aktieägare utan även kunder, anställda och det omgivande samhället inklusive regeringen.
Det årliga mötet utvidgade successivt inriktningen från frågor om företagsledning till ekonomiska och sociala frågor. Politiska ledare bjöds in för första gången i januari 1974. Genom åren har många kända politiker framträtt såsom exempelvis F.W. de Klerk och Nelson Mandela 1992, Shimon Peres och Yasser Arafat 1994.
Stiftelsens huvudkontor ligger i Cologny men har även öppnat regionala kontor i Peking och New York. Den strävar efter att vara opartisk och är politiskt och nationellt obunden. Stiftelsen har som ”åtagande” att förbättra tillståndet i världen. Den har observatörsstatus i FN:s ekonomiska och sociala råd.
Finansieringen av stiftelsens aktiviteter sker genom medlemsavgifter. Medlemmar är företrädare för de största företagen i världen. Medlemsavgiften uppgår till 42 500 CHF och avgiften för deltagande 18 000 CHF.
Det stora evenemanget – årsmötet – samlar verkställande direktörer från medlemsföretagen samt valda politiker, representanter från universitetsvärlden, frivilligorganisationer, religiösa ledare och media. Omkring 2 200 deltagare samlas för det fem dagar långa mötet, där deltagare har möjlighet att besöka några av de 220 sessionerna i det officiella programmet. Diskussionerna inriktas på viktiga frågor av globalt intresse till exempel internationella konflikter, fattigdom och miljöproblem. Totalt är cirka 500 journalister närvarande. Alla debatter i kammaren från det årliga mötet finns också på Youtube. Vid årsstämman 2009 inbjöd stiftelsen allmänheten att delta i Davos debatter på Youtube.

### Fotnoter
1. ↑  ”Outröttlig tråkmåns blev kung av Davos” (på svenska). Svenska Dagbladet. 20 januari 2012. https://www.svd.se/outrottlig-trakmans-blev-kung-av-davos. Läst 28 juni 2019.